# توماس باومغارتنر
توماس باومغارتنر (بالفرنسية: Thomas Baumgartner)‏ هو اقتصادي فرنسي، ولد في 1945.